# Johnsenita-(Ce)
La johnsenita-(Ce) és un mineral de la classe dels silicats, que pertany al grup de l'eudialita. Rep el seu nom del Dr. Ole Johnsen (1940-), antic conservador del Museu de Geologia de la Universitat de Copenhaguen (Dinamarca), per la seva extensa investigació sobre el grup de l'eudialita i per les seves contribucions a la mineralogia en general, tant científica com popular. En particular, la seva recerca es va centrar en la mineralogia de Groenlàndia.

## Característiques
La johnsenita-(Ce) és un ciclosilicat de fórmula química Na₁₂Ce₃Ca₆Mn₃Zr₃WSi₂₅O₇₃(CO₃)(OH)₂. Va ser aprovada com a espècie vàlida per l'Associació Mineralògica Internacional l'any 2004. Cristal·litza en el sistema trigonal. La seva duresa a l'escala de Mohs es troba entre 5 i 6. És l'anàleg amb wolframi de la zirsilita-(Ce).
Segons la classificació de Nickel-Strunz, la johnsenita-(Ce) pertany a «09.CO: Ciclosilicats amb enllaços de 9 [Si9O27]18-» juntament amb els següents minerals: al·luaivita, eudialita, ferrokentbrooksita, kentbrooksita, khomyakovita, manganokhomyakovita, oneil·lita, raslakita, feklichevita, carbokentbrooksita, zirsilita-(Ce), ikranita, taseqita, rastsvetaevita, golyshevita, labirintita, mogovidita, georgbarsanovita, aqualita, dualita, andrianovita, voronkovita i manganoeudialita.

## Formació i jaciments
Va ser descoberta a la pedrera Poudrette, a La Vallée-du-Richelieu RCM, Montérégie (Quebec, Canadà), l'únic indret on ha estat trobada aquesta espècie mineral.